# Super Critical
Albums de The Ting Tings
Sounds from Nowheresville
(2012)
Singles
1. Wrong Club
Sortie : 18 août 2014[1]
2. Do It Again
Sortie : 22 septembre 2014

Super Critical est le troisième album studio de The Ting Tings, sorti le 24 octobre 2014 en Australie, Allemagne et Irlande puis le 27 octobre 2014 en France, au Royaume-Uni et aux États-Unis.

## Liste des pistes
| No | Titre          | Durée |
| -- | -------------- | ----- |
| 1. | Super Critical | 3:32  |
| 2. | Daughter       | 3:15  |
| 3. | Do It Again    | 3:52  |
| 4. | Wrong Club     | 4:14  |
| 5. | Wabi Sabi      | 3:31  |
| 6. | Only Love      | 3:10  |
| 7. | Communication  | 3:35  |
| 8. | Green Poison   | 3:49  |
| 9. | Failure        | 2:37  |